# Hyphaenia frontalis
Hyphaenia frontalis là một loài bọ cánh cứng trong họ Chrysomelidae. Loài này được Kimoto miêu tả khoa học năm 1989.